# Rosens Råb
Rosens råb er en bog af Jakob Wolf, udgivet på forlaget Anis i 2004.
Det er den første bog på dansk, der giver en indføring i Intelligent design. Her præsenteres både Michael Behes begreb 'Irreducibel kompleksitet' og William A. Dembskis 'Specificeret kompleksitet' og forklaringsfilteret.
Derudover indeholder bogen naturligvis Wolfs egne idéer. Vigtigst er idéen om 'Analog erkendelse' og det forhold at Wolf argumenter for at ID ikke er naturvidenskab, men snarere, sammen med den analoge erkendeform, skal ses som et bindeled mellem naturvidenskab og teologi.

## Eksterne links
Anmeldelser:
- Claus Emmeche i København Universitets Nyhedsbrev Arkiveret 15. oktober 2008 hos  Wayback Machine
- John Nørgaard i det kristne tidsskrift 'Origo' Arkiveret 29. november 2011 hos  Wayback Machine
- Hans Henrik Hjermitslev i tidsskriftet 'Semikolon' Arkiveret 12. juli 2007 hos  Wayback Machine

Andet:
- Debat om bogen på Jesusnet.dk (Webside ikke længere tilgængelig)
- Indledningen til Bogen (Webside ikke længere tilgængelig)
- Grundig kritik af bogen på intelligentdesign.skysite.dk Arkiveret 29. november 2011 hos  Wayback Machine